# Уругвай на літніх Олімпійських іграх 2020
Уругвай взяв участь у літніх Олімпійських іграх 2020 року в Токіо. Спочатку планувалося проведення з 24 липня до 9 серпня 2020 року, Ігри були перенесені на 23 липня до 8 серпня 2021 року через пандемію COVID-19.  З моменту офіційного дебюту країни в 1920 р. уругвайські спортсмени з'являлися в кожних літніх Олімпійських іграх, за винятком Літніх Олімпійських ігор 1980 р. у Москві, через часткову підтримку бойкоту під проводом США.

## Спортсмени
| Вид спорту       | Чоловіки | Жінки | Усього |
| ---------------- | -------- | ----- | ------ |
| Легка атлетика   | 1        | 2     | 3      |
| Дзюдо            | 1        | 0     | 1      |
| Веслування       | 2        | 0     | 2      |
| Вітрильний спорт | 1        | 2     | 3      |
| Плавання         | 1        | 1     | 2      |
| Усього           | 6        | 5     | 11     |

## Легка атлетика
Уругвайські спортсмени досягли стандартів виступу за світовим рейтингом у наступних змаганнях з легкої атлетики (максимум 3 спортсмени в кожному змаганні, одна людина отримала кваліфікацію за місцем університету):  
Легенда
- Note —  для трекових дисциплін місце вказане лише для забігу, в якому взяв участь спортсмен
- Q = Кваліфікований для наступного раунду
- q = Кваліфікований на наступний раунд за добором; для трекових дисциплін, хто був найшвидшим, але програв, для технічних дисциплін — за місцем без досягнення кваліфікаційної мети
- NR = Національний рекорд
- N/A (Не застосовується) = Раунд не застосовується до події
- Bye = Спортсмену не потрібно брати участь у раунді

Трек і дорожні дисципліни
| Спортсмен           | Дисципліна    | Попередній забіг | Попередній забіг | Півфінал          | Півфінал          | Фінал             | Фінал             |
| Спортсмен           | Дисципліна    | Результат        | Місце            | Результат         | Місце             | Результат         | Місце             |
| ------------------- | ------------- | ---------------- | ---------------- | ----------------- | ----------------- | ----------------- | ----------------- |
| Дебора Родрігес     | Жінки, 800 м  | 2:00.90          | 2 Q              | 2:01.76           | 7                 | Завершила виступи | Завершила виступи |
| Марія Піа Фернандес | Жінки, 1500 м | 4:59.56          | 15               | Завершила виступи | Завершила виступи | Завершила виступи | Завершила виступи |

Технічні дисципліни
| Спортсмен     | Дисципліна                  | Кваліфікація | Кваліфікація | Фінал            | Фінал            |
| Спортсмен     | Дисципліна                  | Відстань     | Місце        | Відстань         | Місце            |
| ------------- | --------------------------- | ------------ | ------------ | ---------------- | ---------------- |
| Еміліано Ласа | Чоловіки, стрибки у довжину | 7.95         | 13           | Завершив виступи | Завершив виступи |

## Дзюдо
На Іграх Уругвай кваліфікував одного дзюдоїста до категорії чоловіків у середній вазі (81 кг). Ален Апраамян - найвідоміший дзюдоїст за межами прямої кваліфікації в Світовому рейтинговому списку IJF від 28 червня 2021 р. 
| Спортсмен     | Категорія          | 1/32 фіналу        | 1/16 фіналу           | 1/8 фіналу         | Чвертьфінал        | Півфінал           | Втішний поєдинок   | Фінал / БМ         | Фінал / БМ      |
| Спортсмен     | Категорія          | Суперник Результат | Суперник Результат    | Суперник Результат | Суперник Результат | Суперник Результат | Суперник Результат | Суперник Результат | Місце           |
| ------------- | ------------------ | ------------------ | --------------------- | ------------------ | ------------------ | ------------------ | ------------------ | ------------------ | --------------- |
| Ален Апраамян | Чоловіки, до 81 кг | не брав участі     | Пасік (SWE) L 000–100 | Завершив виступ    | Завершив виступ    | Завершив виступ    | Завершив виступ    | Завершив виступ    | Завершив виступ |

## Веслування
Уругвай класифікував один човен серед чоловіків у легкому подвійному веслуванні на Ігри, вигравши золоту медаль і забезпечивши перше з трьох причалів, доступних на регаті FISA Americas Olympic Qualification Reathta в Ріо-де-Жанейро, Бразилія. 
| Спортсмен                   | Дисципліна                          | Попередній заплив | Попередній заплив | Втішний заплив | Втішний заплив | Півфінал | Півфінал | Фінал   | Фінал |
| Спортсмен                   | Дисципліна                          | Час               | Місце             | Час            | Місце          | Час      | Місце    | Час     | Місце |
| --------------------------- | ----------------------------------- | ----------------- | ----------------- | -------------- | -------------- | -------- | -------- | ------- | ----- |
| Бруно Четраро Феліпе Клювер | Чоловіки, легкі подвійні веслування | 6:42.85           | 6 R               | 6:36.87        | 3 SA / B       | 6:11.48  | 2 FA     | 6:24.21 | 6     |

Легенда кваліфікації: FA = Фінал A (медаль); FB = Фінал B (не медальний); FC = фінал C (не медальний); FD = Підсумковий D (не медальний); FE = Фінал E (не медальний); FF = Підсумковий F (не медальний); SA / B = півфінал A / B; SC / D = півфінал C / D; SE / F = півфінал E / F; QF = Чвертьфінал; R = Втішний  заплив

## Вітрильний спорт
Уругвайські моряки кваліфікували по одному човну в кожному з наступних класів через Чемпіонати світу, пов’язані з класами, та континентальні регати. 
| Спортсмен                      | Дисципліна          | Перегони | Перегони | Перегони | Перегони | Перегони | Перегони | Перегони | Перегони | Перегони | Перегони | Перегони | Перегони | Перегони | Чисті бали | Кінцеве місце |
| Спортсмен                      | Дисципліна          | 1        | 2        | 3        | 4        | 5        | 6        | 7        | 8        | 9        | 10       | 11       | 12       | M *      | Чисті бали | Кінцеве місце |
| ------------------------------ | ------------------- | -------- | -------- | -------- | -------- | -------- | -------- | -------- | -------- | -------- | -------- | -------- | -------- | -------- | ---------- | ------------- |
| Долорес Морейра                | Жінки, Laser Radial | 23       | 11       | 17       | 31       | 33       | 23       | 24       | 22       | 10       | 12       | Н/Д      | Н/Д      | EL       | 173        | 22            |
| Пабло Дефаціо Домінік Кнуппель | Mixed Nacra 17      | 21 DSQ   | 15       | 17       | 17       | 17       | 17       | 11       | 18       | 15       | 16       | 17       | 19       | EL       | 179        | 18            |

М = медальна гонка; DSQ = Дискваліфікація; EL = Вибув - не просунувся в медальну гонку

## Плавання
Уругвай отримав універсальне запрошення від FINA відправити двох найкращих плавців (одного чоловіка та жінку) на їхні окремі змагання на Олімпійські ігри, засновані на бальній системі FINA від 28 червня 2021 р. 
| Спортсмен     | Дисципліна                             | Попередній заплив | Попередній заплив | Півфінал         | Півфінал         | Фінал            | Фінал            |
| Спортсмен     | Дисципліна                             | Час               | Місце             | Час              | Місце            | Час              | Місце            |
| ------------- | -------------------------------------- | ----------------- | ----------------- | ---------------- | ---------------- | ---------------- | ---------------- |
| Енцо Мартінес | Чоловіки, 50 м вільним стилем          | 22.52             | 35                | Завершив виступ  | Завершив виступ  | Завершив виступ  | Завершив виступ  |
| Ніколь Франк  | Жінки, 200 м, індивідуальне комплексом | 2:18.93           | 27                | Завершила виступ | Завершила виступ | Завершила виступ | Завершила виступ |